# أبة بلنغ
أبة بلنغ (بالفارسية: ابه‌پلنگ) هي قرية تقع في غلستان في إيران. يقدر عدد سكانها بـ 417 نسمة بحسب إحصاء 2016.